# اختراق اشارات البث المباشر
اختراق إشارة البث هو عملية اختراق إشارات البث للراديو أو بث التلفزيون من دون ترخيص.

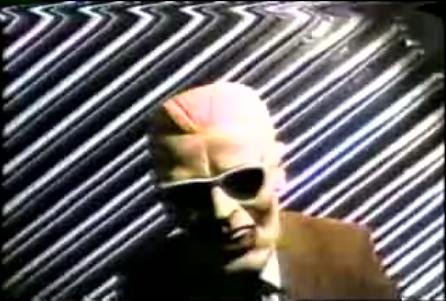
حادثة ماكس هيدروم

من أشهر حوادث الاختراق البث هي حادثة ماكس هيدروم .